# 杜长天
杜长天（1914年9月14日—1995年3月31日），男，四川达县人，中华人民共和国政治人物，曾任广东省人大常委会副主任，第五届全国人大代表。